# 알렉산드르스 스타르코우스
알렉산드르스 스타르코우스(라트비아어: Aleksandrs Starkovs, 1955년 7월 26일 라트비아 마도나 ~ )는 라트비아의 전직 축구 선수 겸 현직 축구 감독이다.
선수 시절 FK 다우가바 리가 소속으로 활약했으며 303경기에 출전하여 110골을 기록했다. 1993년부터 2004년까지 스콘토 FC의 감독을 맡는 동안 팀이 라트비아 리그와 컵 대회에서 여러 차례의 우승을 차지하는 데에 공헌했고 2001년부터 2004년까지 라트비아 대표팀 감독을 맡았다. 그가 대표팀 감독을 맡는 동안 라트비아는 2002년 FIFA 월드컵 유럽 지역 예선에서 좋지 않은 성적을 기록하면서 탈락했지만 UEFA 유로 2004 예선에서 터키(2002년 FIFA 월드컵에서 3위를 차지함)를 누르고 사상 처음으로 유럽축구선수권대회 본선에 진출하게 된다.
2003년 라트비아 축구 협회로부터 UEFA 주빌리 어워드 수상자로 선정되었으며 2004년에는 러시아의 축구 클럽인 스파르타크 모스크바의 감독을 맡았지만 2006년 4월 당시 팀의 주장을 맡고 있던 드미트리 알레니체프 선수와의 불화로 인해 자진 사퇴하고 만다. 2007년 라트비아 대표팀 감독에 다시 임명되었고 2011년에는 아제르바이잔의 축구 클럽인 FK 바쿠의 감독으로 임명되었다.